# Mount Arlington
Mount Arlington es un borough ubicado en el condado de Morris en el estado estadounidense de Nueva Jersey. En el año 2010 tenía una población de 5,532 habitantes y una densidad poblacional de 757.8 personas por km².

## Geografía
Mount Arlington se encuentra ubicado en las coordenadas 40°55′10″N 74°38′25″O / 40.91944, -74.64028.

## Demografía
Según la Oficina del Censo en 2000 los ingresos medios por hogar en la localidad eran de $67,213 y los ingresos medios por familia eran $79,514. Los hombres tenían unos ingresos medios de $53,049 frente a los $40,417 para las mujeres. La renta per cápita para la localidad era de $32,222. Alrededor del 3.3% de la población estaba por debajo del umbral de pobreza.